# 3783 Morris
3783 Morris è un asteroide della fascia principale. Scoperto nel 1986, presenta un'orbita caratterizzata da un semiasse maggiore pari a 2,2713476 UA e da un'eccentricità di 0,1734672, inclinata di 6,17949° rispetto all'eclittica.
L'asteroide è dedicato all'astronomo Charles S. Morris, specialista nell'osservazione delle comete.